# Critics’ Choice Television Awards 2015

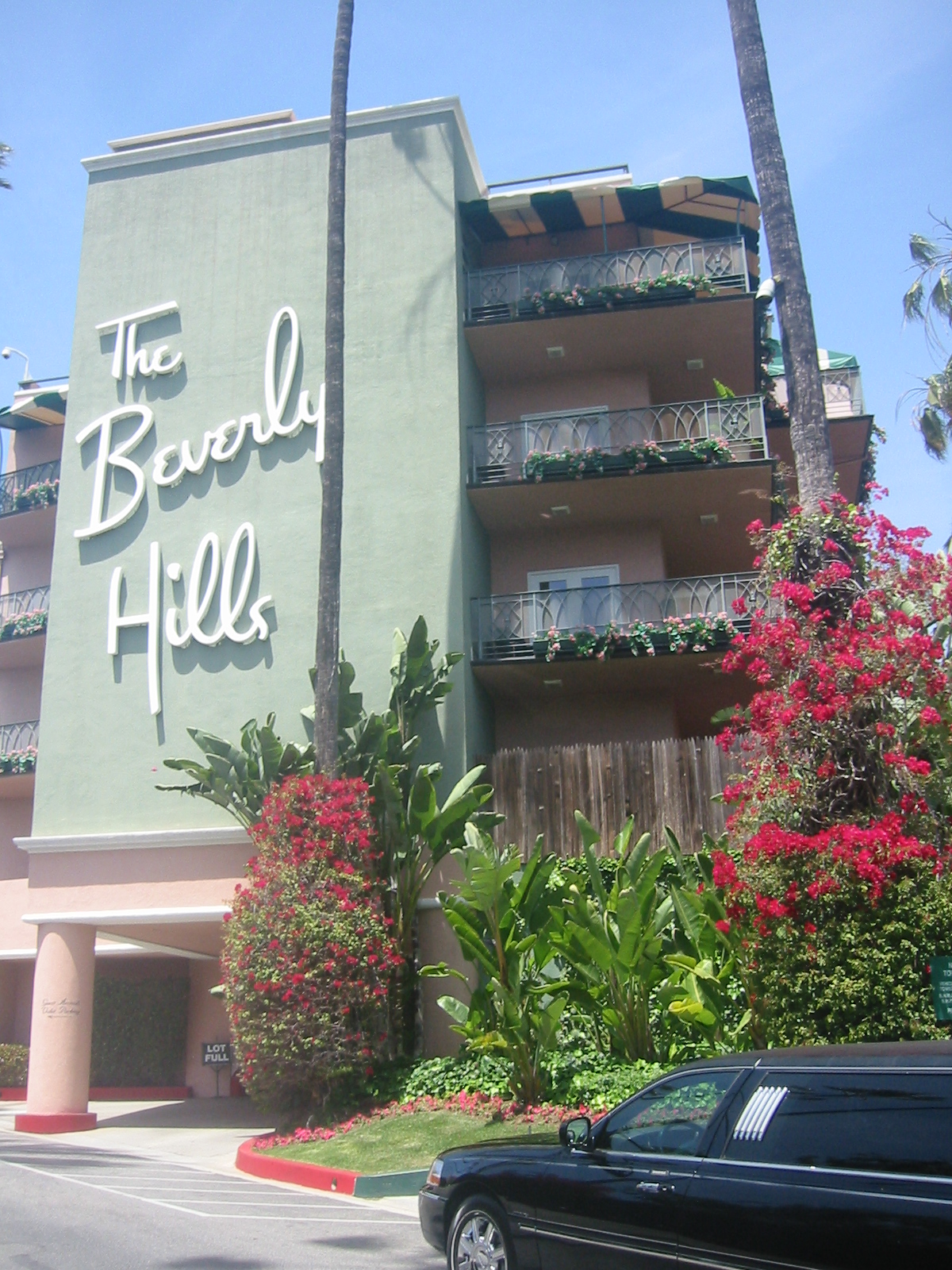
Das Beverly Hills Hotel, Veranstaltungsort der Critics’ Choice Television Awards 2015

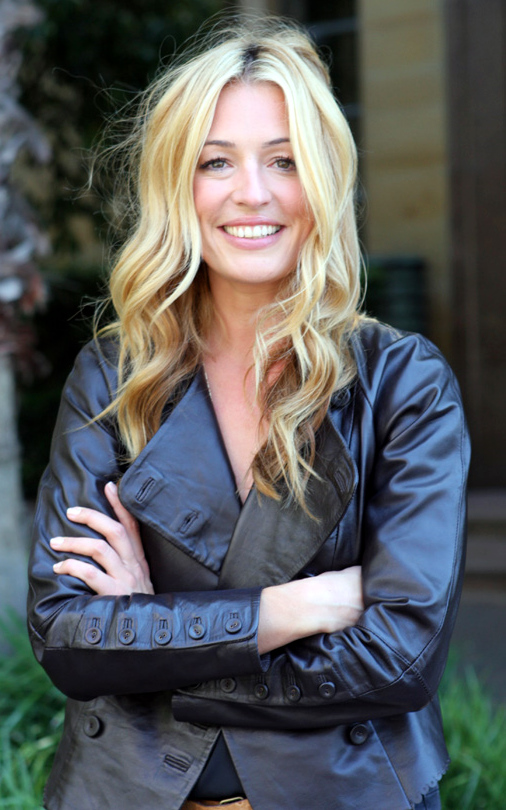
Cate Deeley, Moderatorin der Verleihung

Die Critics’ Choice Television Awards 2015 wurden von der Broadcast Television Journalists Association (BTJA) am 31. Mai 2015 im Beverly Hills Hotel im kalifornischen Beverly Hills vergeben. Die Nominierungen wurden am 6. Mai 2015 bekanntgegeben. Berücksichtigt wurden Programme, die im Zeitraum vom 1. Juni 2014 bis zum 31. Mai 2015 in der Hauptsendezeit ausgestrahlt worden sind. In den Vereinigten Staaten wurde die Zeremonie live vom Sender A&E ausgestrahlt. Moderiert wurde die Veranstaltung von Cat Deeley.
Unabhängig von der eigentlichen Verleihung wurden am 26. Mai 2015 die Awards in der Kategorie Vielversprechendste neue Serie (im Original Most Exciting New Series) verliehen.

## Übersicht
| Serie/Film                 | N | A |
| -------------------------- | - | - |
| Olive Kitteridge           | 5 | 3 |
| Justified                  | 5 | 1 |
| Transparent                | 4 | 2 |
| Bessie                     | 4 | 1 |
| The Americans              | 4 | 0 |
| Good Wife                  | 4 | 0 |
| Wolf Hall                  | 4 | 0 |
| Silicon Valley             | 3 | 2 |
| American Horror Story      | 3 | 1 |
| American Crime             | 3 | 0 |
| The Big Bang Theory        | 3 | 0 |
| Broad City                 | 3 | 0 |
| The Honourable Woman       | 3 | 0 |
| Jane the Virgin            | 3 | 0 |
| Stockholm, Pennsylvania    | 3 | 0 |
| Veep – Die Vizepräsidentin | 3 | 0 |

Am häufigsten nominiert wurden mit je 5 Nennungen die sechste und letzte Staffel der Dramaserie Justified und die HBO-Miniserie Olive Kitteridge, einer Adaption des gleichnamigen Romans von Elizabeth Strout. Dahinter folgen mit je 4 Nominierungen The Americans von FX, der ebenfalls von HBO stammende Fernsehfilm Bessie über die berühmte Bluessängerin Bessie Smith, die sechste Staffel der Politserie Good Wife sowie die jeweiligen Premierenstaffeln von Amazons Transparent und BBC Twos Historiendrama Wolf Hall (In den USA bei PBS gezeigt).
Der Fernsehmehrteiler American Horror Story kommt für seine vierte Staffel (im Original als American Horror Story: Freak Show bekannt) auf drei Nennungen in der Sparte Fernsehfilm bzw. Miniserie. Ebenfalls drei Mal nominiert wurden unter anderem die Comedyserien The Big Bang Theory, Broad City, Silicon Valley und Veep – Die Vizepräsidentin, die Dramedy Jane the Virgin, sowie die Miniserie American Crime. Berücksichtigung fanden außerdem die britische Thriller-Serie The Honourable Woman (lief in den USA bei SundanceTV) und das Filmdrama Stockholm, Pennsylvania, das beim Sundance Film Festival 2015 Premiere hatte und später von Lifetime im Fernsehen gezeigt wurde. Die 2011 noch am häufigsten nominierten Serien Modern Family und Mad Men finden sich mit bei der diesjährigen Verleihung mit keiner einzigen Nennung.
Stattdessen erstmals unter den Nominierten vertreten sind unter anderem Better Call Saul, Empire, How to Get Away with Murder, The Leftovers, Togetherness (je 2 Nominierungen), Black-ish, Bloodline, Fresh Off the Boat, Unbreakable Kimmy Schmidt und Vikings (je 1). Die bei der letzten Verleihung eingeführte Aufteilung der Kategorie Bester Film oder Miniserie wurde beibehalten. In den beiden Kategorien fanden unter anderem 24: Live Another Day, The Book of Negroes und Killing Jesus Berücksichtigung.
Bei den Reality-TV-Formaten erhielten die Castingshow Dancing with the Stars und die Reise-Dokumentationsreihe Anthony Bourdain: Parts Unknown je zwei Nominierungen (als Realityshow und für den besten Moderator). Als Moderator von Dancing with the Stars wurde Tom Bergeron bereits zum fünften Mal in Folge als bester Moderator einer Realityshow nominiert. Unter den Talkshows stellten The Daily Show with Jon Stewart und Jimmy Kimmel Live! mit je fünf Nominierungen seit der Einführung des Awards im Jahr 2011 wie im letzten Jahr einen neuen Rekord auf. Denselben Rekord stellte Archer bei den Zeichentrickserien auf, auch wenn diese Kategorie erst 2012 eingeführt wurde, so war die Serie 2011 als beste Comedyserie nominiert.
In der Kategorie Vielversprechendste neue Serie wurden FX Networks American Crime Story über den Mordprozess gegen O. J. Simpson, Aquarius und Blindspot von NBC, The Muppets (ABC), Fox’ Minority Report, einer Serienadaption des gleichnamigen Films, sowie die Horror-Comedyserie Scream Queens, die CBS-Superheldenserie Supergirl und UnREAL von Lifetime ausgezeichnet.

## Preisträger und Nominierte

### Sparte Comedy

#### Beste Comedyserie
Silicon Valley
Broad City
Jane the Virgin
Mom
Transparent
Veep – Die Vizepräsidentin (Veep)
You’re the Worst

#### Bester Hauptdarsteller in einer Comedyserie
Jeffrey Tambor – Transparent
Anthony Anderson – Black-ish
Will Forte – The Last Man on Earth
Johnny Galecki – The Big Bang Theory
Chris Messina – The Mindy Project
Thomas Middleditch – Silicon Valley

#### Beste Hauptdarstellerin in einer Comedyserie
Amy Schumer – Inside Amy Schumer
Ilana Glazer – Broad City
Lisa Kudrow – The Comeback
Julia Louis-Dreyfus – Veep – Die Vizepräsidentin (Veep)
Gina Rodriguez – Jane the Virgin
Constance Wu – Fresh Off the Boat

#### Bester Nebendarsteller in einer Comedyserie
T. J. Miller – Silicon Valley
Tituss Burgess – Unbreakable Kimmy Schmidt
Jaime Camil – Jane the Virgin
Adam Driver – Girls
Tony Hale – Veep – Die Vizepräsidentin (Veep)
Cameron Monaghan – Shameless

#### Beste Nebendarstellerin in einer Comedyserie
Allison Janney – Mom
Mayim Bialik – The Big Bang Theory
Carrie Brownstein – Portlandia
Judith Light – Transparent
Melanie Lynskey – Togetherness
Eden Sher – The Middle

#### Beste Gastrolle in einer Comedyserie
Bradley Whitford – Transparent
Becky Ann Baker – Girls
Josh Charles – Inside Amy Schumer
Susie Essman – Broad City
Peter Gallagher – Togetherness
Laurie Metcalf – The Big Bang Theory

### Sparte Drama

#### Beste Dramaserie
The Americans
Empire
Game of Thrones
Good Wife (The Good Wife)
Homeland
Justified
Orange Is the New Black

#### Bester Hauptdarsteller in einer Dramaserie
Bob Odenkirk – Better Call Saul
Freddie Highmore – Bates Motel
Charlie Hunnam – Sons of Anarchy
Timothy Olyphant – Justified
Matthew Rhys – The Americans
Aden Young – Rectify

#### Beste Hauptdarstellerin in einer Dramaserie
Taraji P. Henson – Empire
Viola Davis – How to Get Away with Murder
Vera Farmiga – Bates Motel
Eva Green – Penny Dreadful
Julianna Margulies – Good Wife (The Good Wife)
Keri Russell – The Americans

#### Bester Nebendarsteller in einer Dramaserie
Jonathan Banks – Better Call Saul
Christopher Eccleston – The Leftovers
Walton Goggins – Justified
Ben Mendelsohn – Bloodline
Craig T. Nelson – Parenthood
Mandy Patinkin – Homeland

#### Beste Nebendarstellerin in einer Dramaserie
Lorraine Toussaint – Orange Is the New Black
Christine Baranski – Good Wife (The Good Wife)
Joelle Carter – Justified
Carrie Coon – The Leftovers
Mae Whitman – Parenthood
Katheryn Winnick – Vikings

#### Beste Gastrolle in einer Dramaserie
Sam Elliott – Justified
Walton Goggins – Sons of Anarchy
Linda Lavin – Good Wife (The Good Wife)
Julianne Nicholson – Masters of Sex
Lois Smith – The Americans
Cicely Tyson – How to Get Away with Murder

### Sparte Fernsehfilm bzw. Miniserie

#### Bester Fernsehfilm
Bessie
Killing Jesus
Nachtigall (Nightingale)
A Poet in New York
Stockholm, Pennsylvania

#### Beste Miniserie
Olive Kitteridge
24: Live Another Day
American Crime
The Book of Negroes
The Honourable Woman
Wolf Hall

#### Bester Hauptdarsteller in einem Film oder Miniserie
David Oyelowo – Nachtigall (Nightingale)
Michael Gambon – Ein plötzlicher Todesfall (The Casual Vacancy)
Richard Jenkins – Olive Kitteridge
James Nesbitt – The Missing
Mark Rylance – Wolf Hall
Kiefer Sutherland – 24: Live Another Day

#### Beste Hauptdarstellerin in einem Film oder Miniserie
Frances McDormand – Olive Kitteridge
Aunjanue Ellis – The Book of Negroes
Maggie Gyllenhaal – The Honourable Woman
Felicity Huffman – American Crime
Jessica Lange – American Horror Story (American Horror Story: Freak Show)
Queen Latifah – Bessie

#### Bester Nebendarsteller in einem Film oder Miniserie
Bill Murray – Olive Kitteridge
Jason Isaacs – Stockholm, Pennsylvania
Elvis Nolasco – American Crime
Jonathan Pryce – Wolf Hall
Cory Michael Smith – Olive Kitteridge
Finn Wittrock – American Horror Story (American Horror Story: Freak Show)

#### Beste Nebendarstellerin in einem Film oder Miniserie
Sarah Paulson – American Horror Story (American Horror Story: Freak Show)
Khandi Alexander – Bessie
Claire Foy – Wolf Hall
Janet McTeer – The Honourable Woman
Mo’Nique – Bessie
Cynthia Nixon – Stockholm, Pennsylvania

### Sparte Reality-TV

#### Beste Realityshow
Shark Tank
Anthony Bourdain: Parts Unknown
Der gefährlichste Job Alaskas (Deadliest Catch)
Married at First Sight – Hochzeit auf den ersten Blick (Married at First Sight)
MythBusters – Die Wissensjäger (MythBusters)
Undercover Boss

#### Beste Realityshow – Wettbewerb
Face Off
The Amazing Race
America’s Got Talent
Dancing with the Stars
MasterChef Junior
The Voice

#### Bester Moderator einer Realityshow
Cat Deeley – So You Think You Can Dance
Anthony Bourdain – Anthony Bourdain: Parts Unknown
Betty White – Betty White’s Off Their Rockers
James Lipton – Ungeschminkt (Inside the Actors Studio)
Phil Keoghan – The Amazing Race
Tom Bergeron – Dancing with the Stars

### Weitere Kategorien

#### Beste Zeichentrickserie
Archer
Bob’s Burgers
Willkommen in Gravity Falls (Gravity Falls)
Die Simpsons (The Simpsons)
South Park
Star Wars Rebels

#### Beste Talkshow
The Daily Show with Jon Stewart
The Graham Norton Show
Jimmy Kimmel Live!
Last Week Tonight with John Oliver
The Late Late Show with James Corden
The Tonight Show Starring Jimmy Fallon

#### Vielversprechendste neue Serie
Es wurden alle folgenden Serien ausgezeichnet:
American Crime Story

Aquarius

Blindspot

Minority Report

The Muppets

Scream Queens

Supergirl

UnREAL